# 重庆两江竞技足球俱乐部
重庆两江竞技足球俱乐部，简称重庆两江竞技，原名重庆当代力帆，是一家已经解散的中国职业足球俱乐部，位于重庆市。
俱乐部于1994年在武汉成立，前身为湖北武钢二队，1997年迁至重庆，2000年力帆集团接手俱乐部，同年获2000年中国足协杯冠军。2003年俱乐部降级，力帆购买了云南红塔的甲A联赛资格，得以保级，2022年5月因欠薪问题解散。

## 历史

### 前卫寰岛
俱乐部前身是1994年湖北武钢的一队和二队，同时参加甲B联赛。赛季结束后，湖北武钢二队降入乙级联赛。1995年前卫体协收购湖北武钢二队组建了武汉前卫足球俱乐部並在乙级联赛取得第4名重返甲B联赛。
1996年公安部前卫体协和公安部下属寰岛集团联合出资，俱乐部易名前卫寰岛足球俱乐部，王福生任俱乐部董事长，引进了冯志刚、徐弢、孙庆、黄传宏等著名球员，获得了甲B联赛冠军，升入甲A联赛。而当时即将成为直辖市却没有甲A球队的重庆，又渴望拥有一支自己的球队作为城市名片，于是盛情相邀前卫寰岛俱乐部将主场迁移至重庆。为了显示诚意，重庆方面还对大田湾体育场进行了一番改造，使其达到了甲A联赛的要求。
1997年俱乐部从武汉搬迁到重庆，一举签下了高峰、姜峰、韩金铭等国脚级内援，更将前国足主帅施拉普纳聘为主教练，中国足球顶级联赛的重庆球市由此开启，但因施拉普纳带队的前五轮战绩不佳，前卫寰岛当年第六轮联赛由严德俊担任执行教练，施拉普纳最终在第八轮结束后下课。
1998年，俱乐部在年初继续大手笔引援，签下了彭伟国、符宾等国脚，并由“儒帅”刘国江出任主教练，该年6月因队伍状态持续下滑而聘请李章洙担任主教练，但是战绩却非常不理想，直到最后一轮才保级成功。1998赛季结束后，前卫寰岛俱乐部负责人更有意申请将“前卫寰岛”易名为“重庆寰岛”。
1999年，前卫寰岛获摩托车制造商隆鑫集团冠名为重庆前卫寰岛足球俱乐部有限公司隆鑫足球队，此前另一间摩托车厂商宗申集团曾计划冠名该队，但未能成事。同年12月，前卫寰岛与降入乙级的重庆红岩足球俱乐部合并，成为重庆寰岛红岩足球俱乐部。

### 重庆力帆
2000年8月19日，由于国家规定中央党政军系统不得再经营企业，原公安部下属的寰岛集团退出。俱乐部全面易主，更名为重庆力帆足球俱乐部，获得了中国足协杯冠軍。
2002年，俱乐部参加了最后一届亚洲优胜者杯，获得第四名。
2003年，重庆力帆在末代甲A遭遇输球保级闹剧，但最终因天津泰达行贿上海国际致使其输球，重庆力帆在最后一轮输给青岛队的情况下仍然降级。2003年12月，由于降级的缘故，重庆力帆为了留在顶级联赛而购买了云南红塔足球俱乐部，并同时向湖南的公司出售了自己的俱乐部，成立了湖南湘军足球俱乐部，开创了中国次级别联赛俱乐部收购顶级别联赛俱乐部先河，也籍此成为中国足球超级联赛创始球队之一。
2006年自中国足球超级联赛成立以来重庆力帆足球俱乐部已经连续三个赛季排在榜尾，2006年赛季积分仅得16分更成为中超成立以来首支降级到中国足球甲级联赛的球队。
2008年球队在中甲打拼2年后，于2008中甲赛季得到亚军，成功升回中超比赛。
2009年重庆力帆获诗仙太白集团冠名为“重庆诗仙太白队”，同年6月更任命阿里·汉为主教练，但此后在中超联赛战绩不佳，提前一轮以倒数第一降级。
2010年2月底，重庆力帆队因中国足坛反赌对成都谢菲联和广州医药作出勒令降级处罚而获利，同杭州绿城一道重回中超。赛季结束时重庆力帆积30分位列倒数第二，再度降级，这是重庆队在7年内遭到的第4次降级。
2011年3月，第二次降级到中甲的重庆力帆将主场搬迁到永川体育中心。2011年5月，重庆力帆将主场搬迁到涪陵体育场。
2014年，随着重庆FC的解散和俱乐部投入巨资，球队将主场迁回奥体中心，并购入前国脚王栋、陈雷、刘宇，最终以连续27场不败的创中甲记录的成绩完成夺冠和冲超的目标，重回中超联赛。

### 重庆当代力帆
2016年12月28日，重庆力帆足球俱乐部有限公司更名为重庆当代力帆足球俱乐部有限公司，投资方一栏是当代集团，董事长变更为蒋立章。
2018年2月28日，重庆斯威足球队冠名签约暨新赛季出征仪式在渝举行，SWM斯威汽车成为重庆足球队的冠名赞助商，新赛季球队将以“重庆斯威足球队”简称“重庆斯威”为新队名征战中超。
2020年2月27日下午，重庆当代力帆俱乐部和SWM发布联合声明称，“从2020年中超新赛季开始， SWM斯威汽车将不再对球队冠名，停止球衣胸前和后背的广告赞助。双方仍将保持良好关系和密切联系，也不排除未来再次因足球而共谋合作的可能性。”当天，重庆当代力帆俱乐部的官方微信公众号，也由“重庆斯威足球队”改回了“重庆当代力帆俱乐部”，微博也改名为“重庆当代足球队”。
2020赛季，中超因疫情改为赛会制。重庆当代力帆打入争冠组，最终排名第六，创下队史最佳成绩。

### 重庆两江竞技
2021年3月18日，在中国足协俱乐部名称中性化影响下，重庆当代力帆足球俱乐部宣布正式更名为“重庆两江竞技足球俱乐部”。值得一提的是，重庆两江集团为球队的主要赞助商之一，但由于不涉及股权关联，因此俱乐部的新名称仍被视为中性名。
2022年中超联赛开打前，重庆两江竞技足球俱乐部被曝出欠薪的问题，全体球员和教练发布的公开信中一度表示愿意自动放弃2021年4月30日前俱乐部拖欠的薪水，只要俱乐部同意5月1日之后的欠薪按照一定比例在一定时间内逐步偿还，球员和教练愿意继续代表俱乐部参加中超。但球员和教练的诉求未能得到积极响应。2022年5月24日，重庆队宣布退出中超联赛，停止运营，其参赛资格由大连人职业足球俱乐部获得。由于俱乐部宣布退出时中超准入工作已经完成，中国足协为俱乐部球员特别开设了一个转会窗。

## 队徽
俱乐部在前卫寰岛时期采用的队徽为蓝色样式，主体为寰岛两字的拼音首字母“HD”设计的圆形标志。寰岛退出俱乐部经营后，重庆力帆队徽自2001年开始启用，队徽呈现传统的红蓝配色盾形加上力帆两字的拼音，配以蓝色的V字条，V字中间为“中国重庆”的英文和力帆汽车的标志。当代集团入主后，队徽上力帆两字的拼音改为当代两字，并在V字中间添加当代集团的徽标。
俱乐部现队徽于2021年12月6日公布，2022赛季开始使用。队徽由四川美术学院团队设计，进行了扁平化修改，主体为重庆长江、嘉陵江交汇形成的四河岸，整体形似汉字“巴”，右上方代表重庆的穹顶，上方结合部分意为“交汇”，也象征了重庆朝天门的石拱。

重庆力帆队徽 （2001-2016）
重庆当代力帆队徽 （2017-2021）
重庆两江竞技队徽 （2022）

## 赛季成绩
| 赛季   | 队名           | 联赛等级 | 赛     | 胜     | 平     | 负     | 进球   | 失球   | 积分   | 联赛位次 | 足协杯成绩 |
| ------ | -------------- | -------- | ------ | ------ | ------ | ------ | ------ | ------ | ------ | -------- | ---------- |
| 1994年 | 湖北武钢二队   | 2        | 20     | 0      | 5      | 15     | 15     | 58     | 5      | 第11名   | 未举办     |
| 1995年 | 武汉前卫       | 3        | 不适用 | 不适用 | 不适用 | 不适用 | 不适用 | 不适用 | 不适用 | 第4名    | 未参加     |
| 1996年 | 前卫寰岛       | 2        | 22     | 13     | 7      | 2      | 40     | 16     | 46     | 冠军     | 第二轮     |
| 1997年 | 前卫寰岛       | 1        | 22     | 8      | 5      | 9      | 22     | 28     | 29     | 第5名    | 四强       |
| 1998年 | 前卫寰岛       | 1        | 26     | 8      | 8      | 10     | 29     | 29     | 32     | 第7名    | 八强       |
| 1999年 | 重庆隆鑫       | 1        | 26     | 10     | 10     | 6      | 40     | 26     | 40     | 第4名    | 八强       |
| 2000年 | 重庆力帆       | 1        | 26     | 10     | 11     | 5      | 46     | 33     | 41     | 第4名    | 冠军       |
| 2001年 | 重庆力帆       | 1        | 26     | 7      | 10     | 9      | 24     | 27     | 31     | 第11名   | 第二轮     |
| 2002年 | 重庆力帆       | 1        | 28     | 10     | 11     | 7      | 28     | 25     | 41     | 第6名    | 第一轮     |
| 2003年 | 重庆力帆新感觉 | 1        | 28     | 6      | 8      | 14     | 21     | 34     | 24     | 第13名   | 殿军       |
| 2004年 | 重庆奇伡       | 1        | 22     | 4      | 9      | 9      | 14     | 31     | 21     | 第12名   | 第一轮     |
| 2005年 | 重庆力帆       | 1        | 26     | 2      | 7      | 17     | 16     | 41     | 13     | 第14名   | 第一轮     |
| 2006年 | 重庆力帆       | 1        | 28     | 3      | 7      | 18     | 20     | 51     | 16     | 第15名   | 第一轮     |
| 2007年 | 重庆力帆       | 2        | 24     | 13     | 5      | 6      | 34     | 22     | 44     | 第4名    | 未举办     |
| 2008年 | 重庆力帆       | 2        | 24     | 12     | 7      | 5      | 34     | 19     | 43     | 第2名    | 未举办     |
| 2009年 | 重庆诗仙太白   | 1        | 30     | 7      | 8      | 15     | 27     | 51     | 29     | 第16名   | 未举办     |
| 2010年 | 重庆力帆       | 1        | 30     | 7      | 9      | 14     | 36     | 48     | 30     | 第15名   | 未举办     |
| 2011年 | 重庆力帆       | 2        | 26     | 8      | 9      | 10     | 30     | 35     | 33     | 第8名    | 第二轮     |
| 2012年 | 重庆力帆       | 2        | 30     | 12     | 9      | 9      | 50     | 45     | 45     | 第5名    | 第三轮     |
| 2013年 | 重庆力帆置业   | 2        | 30     | 17     | 5      | 8      | 46     | 27     | 56     | 第4名    | 第三轮     |
| 2014年 | 重庆力帆置业   | 2        | 30     | 17     | 10     | 3      | 60     | 24     | 61     | 冠军     | 第三轮     |
| 2015年 | 重庆力帆       | 1        | 30     | 9      | 8      | 13     | 37     | 52     | 35     | 第8名    | 第四轮     |
| 2016年 | 重庆力帆       | 1        | 30     | 9      | 10     | 11     | 43     | 50     | 37     | 第8名    | 第三轮     |
| 2017年 | 重庆当代力帆   | 1        | 30     | 9      | 9      | 12     | 37     | 40     | 36     | 第10名   | 第三轮     |
| 2018年 | 重庆斯威       | 1        | 30     | 8      | 8      | 14     | 40     | 46     | 32     | 第13名   | 第五轮     |
| 2019年 | 重庆斯威       | 1        | 30     | 9      | 9      | 12     | 36     | 47     | 36     | 第10名   | 第五轮     |
| 2020年 | 重庆当代力帆   | 1        | 20     | 9      | 4      | 7      | 32     | 29     | 24     | 第6名    | 第二轮     |
| 2021年 | 重庆两江竞技   | 1        | 22     | 5      | 5      | 12     | 21     | 36     | 20     | 第14名   | 第五轮     |

## 球會榮譽
| 榮譽                      | 次數        | 年度        |             |             |             |
| 本 土 聯 賽               | 本 土 聯 賽 | 本 土 聯 賽 | 本 土 聯 賽 | 本 土 聯 賽 | 本 土 聯 賽 |
| ------------------------- | ----------- | ----------- | ----------- | ----------- | ----------- |
| 全国足球甲级队B组联赛冠軍 | 1           | 1996年      |             |             |             |
| 中国足球甲级联赛冠軍      | 1           | 2014年      |             |             |             |
| 本 土 杯 賽               |             |             |             |             |             |
| 中國足協杯冠軍            | 1           | 2000年      |             |             |             |

## 知名球員
| - 魏新 - 冯志刚 - 符宾 - 韩金铭 - 彭伟国 - 姜峰 - 吴庆 - 宋振瑜 - 区楚良 - 王安治 | - 霍智宇 - 赵和靖 - 黄希扬 - 张池明 - 杨云 - 崔永哲 - 邓小飞 - 王栋 - 陈雷 | - 施赫拉迪斯 - 茨維巴 - 马克·威廉姆斯 - 列度奧 - 拉古尼卡 - 比坎尼奇 - 佐拉 - 哈吉 - 艾尔顿 - 黎萤德 | - 薩烏 - 舒马赫 - 艾利施路 - 金尼 - 奥古斯托 - 莫吉卡 - 吉利奥蒂 - 费尔南多 - 郑又荣 |